# Červenec 2024
Toto je archivovaný článek z portálu Aktuality.
1. července – středa
 Slovenský prezident Peter Pellegrini podepsal zákon o zrušení slovenské veřejnoprávní RTVS a zřízení nové Slovenské televize a rozhlasu. 
2. července – úterý
 Maďarský premiér Viktor Orbán se v Kyjevě setkal s ukrajinským prezidentem Volodymyrem Zelenským. 
 Nizozemský král Vilém-Alexandr jmenoval Dicka Schoofa novým nizozemským premiérem. 
 Při tlačenici během náboženského shromáždění ve vesnici poblíž města Háthras v indickém státě Uttarpradéš zemřelo 116 lidí. 
3. července – středa
 V kazachstánské Astaně začal dvoudenní summit Šanghajské organizace pro spolupráci za účasti Si Ťin-pchinga, Vladimira Putina, Antónia Guterrese, Recepa Tayyipa Erdogana a představitelů dalších členských a partnerských zemí. Bělorusko bylo přijato za nového člena organizace. 
4. července – čtvrtek
 Hurikán Beryl způsobil škody na Jamajce, Barbadosu, poškodil nebo zničil 95 procent domů na několika ostrovech Svatého Vincence a Grenadin a vyžádal si nejméně osm obětí. Nad Atlantikem dosáhl páté, nejsilnější kategorie Saffirovy–Simpsonovy stupnice. 
5. července – pátek
 V britských parlamentních volbách získala Labouristická strana 412 křesel v 650členné Dolní sněmovně. Král Karel III. jmenoval lídra labouristů Keira Starmera novým britským premiérem. 
 Okolo 30 000 lidí z Česka i zahraničí navštívilo národní pouť na Velehradě na Uherskohradišťsku, která vyvrcholila poutní mší na prostranství před velehradskou bazilikou. 
 V pražském Edenu skončil XVII. všesokolský slet. 
 Maďarský premiér Viktor Orbán se v Moskvě sešel s prezidentem Vladimirem Putinem a jednal s ním o možnostech ukončení války na Ukrajině. 
 Čeští horolezci Zdeněk Hák, Radoslav Groh a Jaroslav Bánský v pákistánské části pohoří Karákóram jako první vystoupili na nejvyšší dosud nezdolaný vrchol Muču Kiš (7480 m n. m.). 
6. července – sobota
 Reformní kandidát Masúd Pezeškján zvítězil ve druhém kole íránských předčasných prezidentských voleb. 
 Čtyři vědci po 378 dnech opustili modul Mars Dune Alpha v Houstonu, ve kterém NASA simulovala podmínky na Marsu. 
7. července – neděle
 Levicová Nová lidová fronta zvítězila v předčasných parlamentních volbách ve Francii, následovaná aliancí Spolu prezidenta Emmanuela Macrona a krajně pravicovým Národním sdružením, přičemž žádný blok nezískal většinu v Národním shromáždění. 
8. července – pondělí
 Ruský vzdušný útok si na několika místech Ukrajiny vyžádal nejméně 36 mrtvých a více než 150 zraněných. Zasažena byla i dětská nemocnice. 
 Indický premiér Naréndra Módí navštívil Rusko poprvé od zahájení invaze na Ukrajinu, kde ho ruský prezident Vladimir Putin přivítal ve své rezidenci. 
 Francouzský premiér Gabriel Attal po prohraných volbách podal demisi, kterou prezident Emmanuel Macron odmítl a ponechal jej ve funkci, aby nadále zajišťoval chod země. 
9. července – úterý
 Ve Washingtonu začal jubilejní summit NATO. 
 Soud v Moskvě rozhodl o zatčení v nepřítomnosti Julie Navalné, která byla obviněna z účasti v extremistické skupině. 
10. července – středa
 Nová evropská raketa Ariane 6 dokončila svou první misi, kdy na nízkou oběžnou dráhu Země vynesla devět miniaturních satelitů CubeSat. 
 V Evropském parlamentu založilo 25 europoslanců z 8 zemí v čele s Alternativou pro Německo novou frakci nazvanou Evropa suverénních národů, jejíž součástí je i česká Svoboda a přímá demokracie s europoslancem Ivanem Davidem. 
 Městský soud v Praze pravomocně rehabilitoval manželku a syna popraveného Rudolfa Slánského za to, že je komunistický režim nezákonně zbavil osobní svobody. 
11. července – čtvrtek
 Věž katedrály Notre-Dame v Rouenu zachvátil požár. 
 Předseda Knesetu Amir Ochana přicestoval na pozvání předsedkyně sněmovny do Prahy. 
 Dva lidé zemřeli a několik dalších bylo zraněno po sesuvu půdy v Monkově dolině v Belianských Tatrách na Slovensku. Mezi oběťmi byla i Česka a další Češi byli zraněni. 
 V polském uhelném dole Rydultowy v důsledku silného otřesu v hloubce 1150 metrů zahynul jeden horník a 17 jich bylo zraněno. Jeden horník nebyl nalezen. 
13. července – sobota
 Tenistky Kateřina Siniaková a Taylor Townsendová zvítězily ve finále ženské čtyřhry na Wimbledonu 2024. 
 Předpokládaný republikánský kandidát na prezidenta Donald Trump byl zraněn při atentátu na předvolebním mítinku v Pensylvánii. Střelec zabil jednoho diváka, těžce zranil dva další a následně byl sám zabit. 
 Barbora Krejčíková se stala čtvrtou českou wimbledonskou vítězkou, když ve finále ženské dvouhry porazila Jasmine Paoliniovou. 
 Izraelské obranné síly provedly útok na domnělou pozici Muhammada Dajfa, vůdce brigády Izz ad-Dína al-Kassáma, v humanitární zóně v Pásmu Gazy, přičemž zabili desítky palestinských civilistů. 
14. července – neděle
 Ve finále Mistrovství Evropy ve fotbale 2024 v Německu porazilo Španělsko Anglii 2:1. 
15. července – pondělí
 Sjezd americké Republikánské strany nominoval Donalda Trumpa jako kandidáta pro nadcházející prezidentské volby. Ohijský senátor J. D. Vance byl vybrán jako kandidát na pozici viceprezidenta. 
 Americký historik Timothy Snyder obdržel od českého ministra zahraničí Jana Lipavského medaili Za zásluhy o diplomacii za svůj přínos pro českou diplomacii a rozvoj mezinárodních vztahů. 
16. července – úterý
 Maltská europoslankyně Roberta Metsolaová z frakce Evropské lidové strany byla na plenárním zasedání znovuzvolena předsedkyní Evropského parlamentu. 
 Francouzský prezident Emmanuel Macron přijal demisi vlády premiéra Gabriela Attala a požádal ministry, aby nadále vykonávali své úřady, dokud nevznikne nový kabinet. 
 Mediální vydavatelství Mafra oznámila ukončení vydávání deníku Lidové noviny v tištěné podobě. 
 Ruská společnost Kaspersky Lab vyrábějící antivirové programy ukončila svou činnost v USA, poté co americká vláda zakázala prodej jejího software. 
17. července – středa
 Vláda rozhodla, že dva nové jaderné bloky v Dukovanech má postavit jihokorejská firma KHNP za 400 miliard korun, přičemž první reaktor by se měl začít stavět v roce 2029 a jít do provozu v roce 2036. 
18. července – čtvrtek
 Ursula von der Leyenová byla zvolena předsedkyní Evropské komise na dalších pět let, když získala 401 hlasů z celkových 720 poslanců Evropského parlamentu. 
19. července – pátek
 Globální výpadek počítačových systémů způsobený nepovedenou aktualizací společnosti CrowdStrike vedoucí k BSOD v počítačích Microsoft Windows zasáhl leteckou dopravu, bankovnictví, televizní stanice a další instituce po celém světě. 
 Německý občan Rico Krieger byl soudem v běloruském hlavní městě Minsk odsouzen k trestu smrti za terorismus a žoldnéřskou činnost. 
 Soud v ruském Jekatěrinburgu odsoudil amerického novináře Evana Gershkoviche k 16 letům vězení za špionáž. 
 Počet obětí násilností spojených se studentskými protesty v Bangladéši se zvýšil na nejméně 105. Vláda nařídila zákaz vycházení a povolala armádu. 
20. července – sobota
 Izraelské vojenské letectvo provedlo, v odvetě za páteční dronový útok v Tel Avivu, nálet na cíle v jemenském přístavním městě Hudajda. 
 Ukrajinská poslankyně Iryna Farionová byla zastřelena ve Lvově. 
21. července – neděle
 Požár v Postřekově na Domažlicku poškodil několik domů. Čtyři zasahující hasiči byli zranění. 
 Obvodní soud pro Prahu 9 přijal obžalobu v korupční kauze Dozimetr. 
 Americký prezident Joe Biden oznámil, že stahuje svou kandidaturu v prezidentských volbách a podpořil kandidaturu viceprezidentky Kamaly Harrisové. 
26. července – pátek
 Ve francouzské Paříži byly slavnostně zahájeny XXXIII. Letní olympijské hry 2024. 
 Ve Francii došlo ke koordinovanému útoku na francouzskou železniční infrastrukturu, který paralyzoval vysokorychlostní vlaky na některých tratích. 
27. července – sobota
 Při raketovém útoku na drúzské město Madždal Šams na Izraelem anektovaných Golanských výšinách bylo zabito dvanáct děti. Izrael z útoku obvinil libanonské hnutí Hizballáh. 
29. července – pondělí
 Dvě děti zemřely po útoku nožem v britském Southportu a pět dětí a dva dospělí byli vážně zraněni. 
 Ve Volgogradské oblasti došlo k železniční nehodě, při níž se zranilo 140 lidí. 
 Šest francouzských departementů bylo v noci zasaženo sabotáží, při níž byly poškozeny optické sítě několika operátorů. 
 V prezidentských volbách ve Venezuele podle Nejvyšší volební rady zvítězil se ziskem 51 % hlasů dosavadní autoritářský prezident Nicolás Maduro. Opozice, jejímž kandidátem byl diplomat Edmundo González Urrutia, jeho vítězství neuznala. 
 Poté, co srbská vláda 19. července uzavřela memorandum s EU o dodávkách lithia pro evropský průmysl, tisíce obyvatel západního Srbska protestovaly proti plánované těžbě lithia kvůli obavám z ekologických dopadů. 
30. července – úterý
 Prezident Petr Pavel od svého nástupu do funkce udělil první čtyři prezidentské milosti, a to dvěma matkám s nezletilými dětmi, cizinci dlouhodobě žijícímu v Česku a českému občanovi odsouzenému v zahraničí za pašování drog. 
 Při protestech proti oficiálním výsledkům prezidentských voleb ve Venezuele zemřelo 11 lidí a stovky jich byly zatčeny. 
31. července – středa
 Výbor pro světové dědictví na svém 46. zasedání v indickém Novém Dillí přidal dvacet čtyři památek na seznam Světového dědictví UNESCO. 
 Vůdce Hamásu Ismáíl Haníja byl zabit při bombovém útoku na jeho rezidenci v Teheránu. 